# Sint-Pauwels
Sint-Pauwels is een dorp in de Belgische provincie Oost-Vlaanderen en een deelgemeente van Sint-Gillis-Waas, het was een zelfstandige gemeente tot aan de gemeentelijke herindeling van 1977.

## Geschiedenis
In 1117 stond Sint-Pauwels bekend als Clapdorp en was een gehucht van Kemzeke. In 1234 werd het een afzonderlijke parochie, gewijd aan Sint-Paulus. De paters recolletten die in 1646 uit Hulst werden verjaagd, hebben zich enige tijd in Sint-Pauwels gevestigd. Hiernaar is de wijk Patershoek vernoemd. In 1689 vestigden zij zich permanent in Sint-Niklaas.
Het dorp is gegroeid rondom de centrale dries, waar de oude 18e-eeuwse gemeentepomp staat.

## Ligging
Sint-Pauwels ligt net ten noorden van Sint-Niklaas en ten oosten van Kemzeke.

## Demografische ontwikkeling
- Bronnen:NIS, Opm:1831 tot en met 1970=volkstellingen; 1976 = inwoneraantal op 31 december

## Bezienswaardigheden

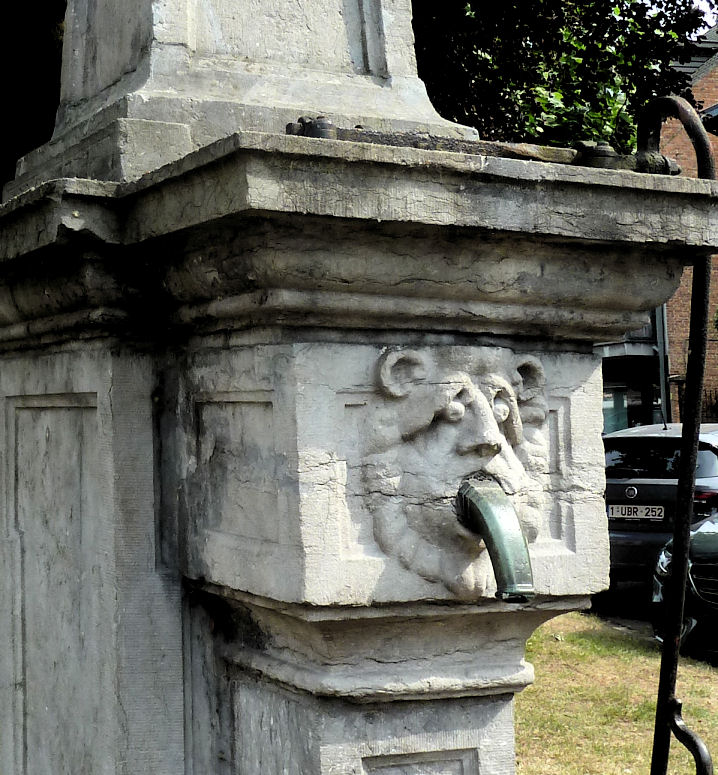
de Gemeentepomp (1777) blauwe arduin

- De gotische Sint-Pauluskerk waarvan het koor en de toren dateren uit 1494.
- De beschermde Roomanmolen uit 1847 die in 1997 werd gerestaureerd en terug maalvaardig werd gemaakt.
- De oude waterpomp uit blauwe steen, in 1777 gehouwen door Jan Emmanuel de Latteur.

## Natuur en landschap
Sint-Pauwels ligt in Zandig Vlaanderen en in het Waasland. De hoogte varieert van 5 tot 11 meter.

## Politiek
De laatste burgemeester voor het werd samengebracht met Sint-Gillis-Waas was Leo Blindeman Hij was burgemeester van 1971-1977. Gekend burgemeester van Sint-Pauwels was Florent de Waepenaert de Kerrebrouck (1857-1935)

## Geboren te Sint-Pauwels
- Alfons Bermijn (1853-1915), missionaris in China [1]
- Reimond Mattheyssens (1915 - 2010), politicus
- Jos D'hollander (1934), beiaardier, organist, componist en dirigent.

## Nabijgelegen kernen
Sint-Gillis-Waas, Nieuwkerken-Waas, Sint-Niklaas, Kemzeke, Puivelde